# Ogden Channel
Ogden Channel är ett sund i Kanada.   Det ligger i provinsen British Columbia, i den sydvästra delen av landet, 3 900 km väster om huvudstaden Ottawa.
Trakten runt Ogden Channel är nära nog obefolkad, med mindre än två invånare per kvadratkilometer.